# F区 (ヨハネスブルグ)
F区（エフく、英語: Region F）は、南アフリカ共和国ハウテン州ヨハネスブルグ市都市圏にある行政区のひとつ。

## 概要
市内の東部に位置し、インナーシティを含む。現在はヒルブロウなどの治安悪化により多くの企業が本社機能を市内北部にあるE区サントンに移転しており、中心部の空洞化が懸念されている。

## 歴史
2006年、行政区の再編に伴い旧8区と旧9区の合区により設置。

## 地理

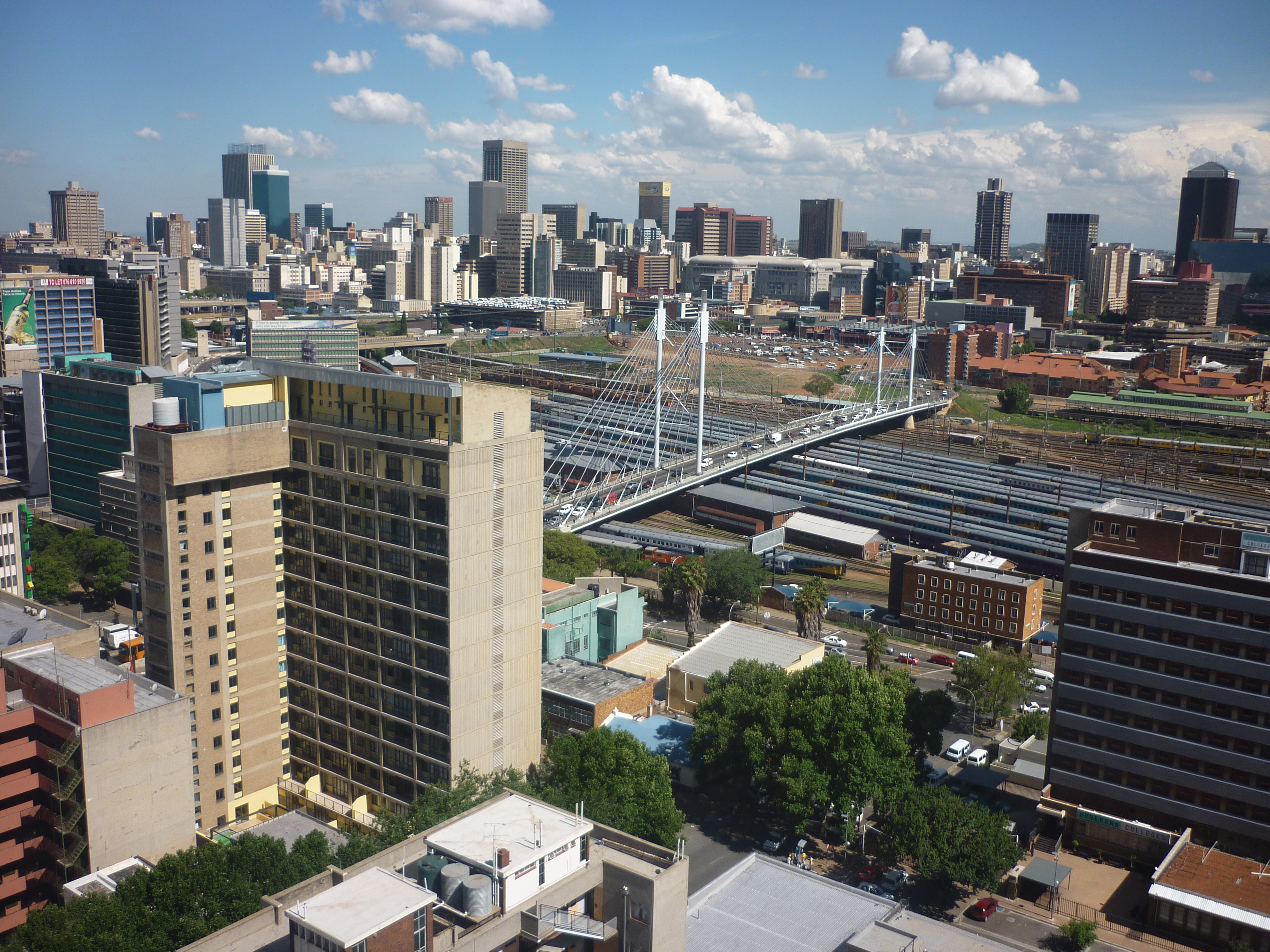
ブルームフォンテーンから望むインナーシティ。

### 地区
- インナーシティ
  - ヒルブロウ
  - ブルームフォンテーン
  - Braampark
  - セントラルビジネス地区(CBD地区)
  - Doornfontein
  - Jeppestown
  - Joubert Park
  - Marshalltown
  - Newtown
  - Yeoville

## 教育

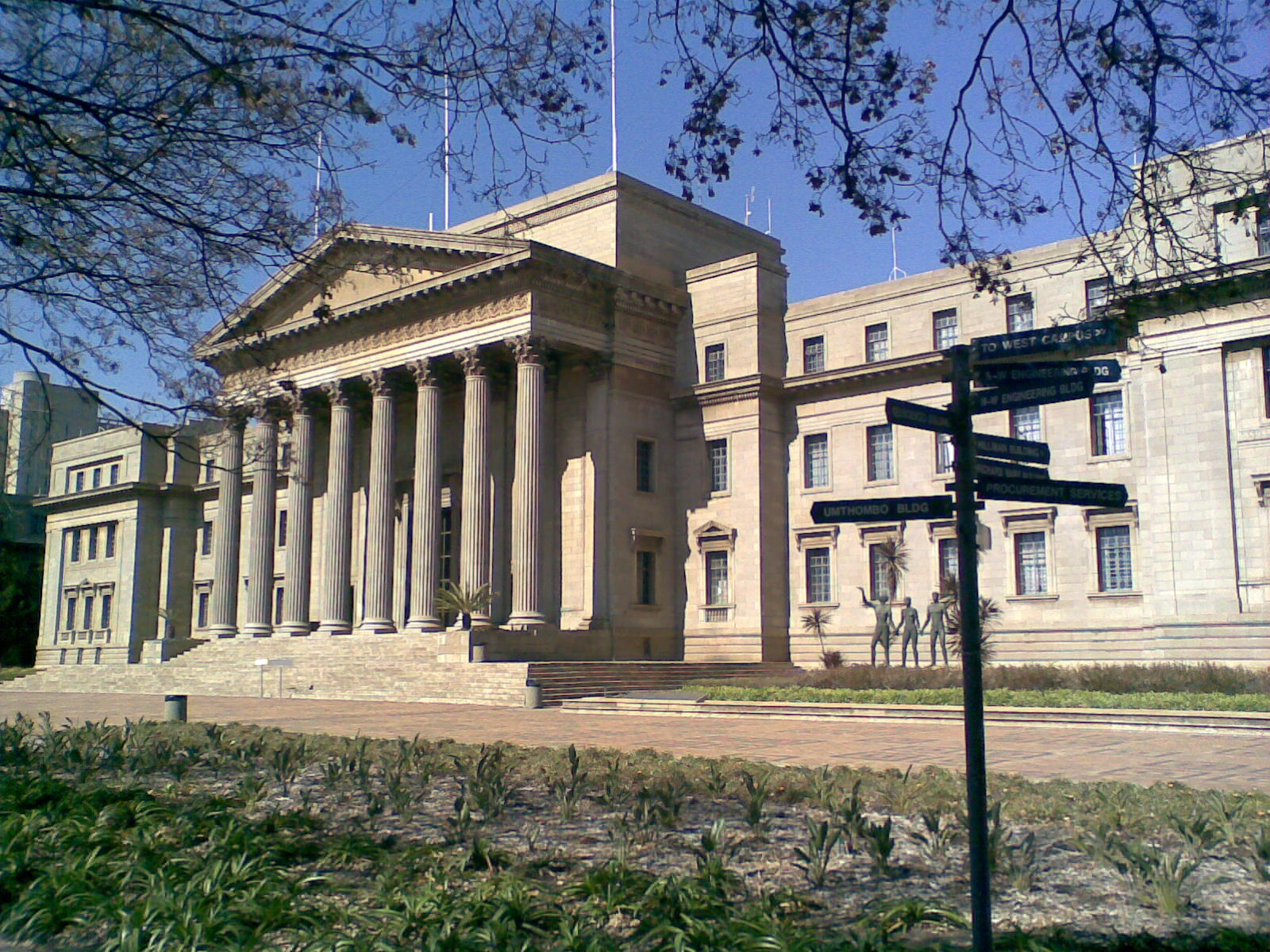
ウィットウォーターズランド大学

- 大学
  - ヨハネスブルグ大学
  - ウィットウォーターズランド大学